# Crypto.com арена
Крипто.ком арена (енгл. Crypto.com arena), вишенаменска је спортска дворана у Лос Анђелесу, у америчкој савезној држави Калифорнији. Капацитет дворане за хокеј је 18.118, за кошарку 19.079, а за концерте 20.000. места. Користе је Лос Анђелес лејкерси, Лос Анђелес клиперси, Лос Анђелес кингси, Лос Анђелес спаркси као и други спортски клубови из Лос Анђелеса.
Изградња арене започела је 1998, а завршена је годину дана касније. Компанија робне куће Стејплс финансирала је целу изградњу, а њена цена износила је 375 милиона долара. Званично је отворена 17. октобра 1999. концертом Бруса Спрингстина. Од отварања је носила име Стејплс центар, по компанији која је финансирала изградњу.
25. јануара 2009, бокс-меч између Шејна Мозлија и Антонија Маргарита гледало је рекордних 20.820 гледалаца. Испред дворане су статуе Меџика Џонсона, Вејна Грецког и Оскара де ла Хоје.
У децембру 2021. дворана је променила назив у Крипто.ком арена, по сингапурској компанији која се бави разменом криптовалута, а компанија је промену имена платила 700 милиона евра за период од 20 година.